# 开曼航空
开曼航空（英語：Cayman Airways）是一家位于英国海外领地开曼群岛的航空公司，总部位于开曼群岛。它承担起国际和地区客运货运的重要功能。

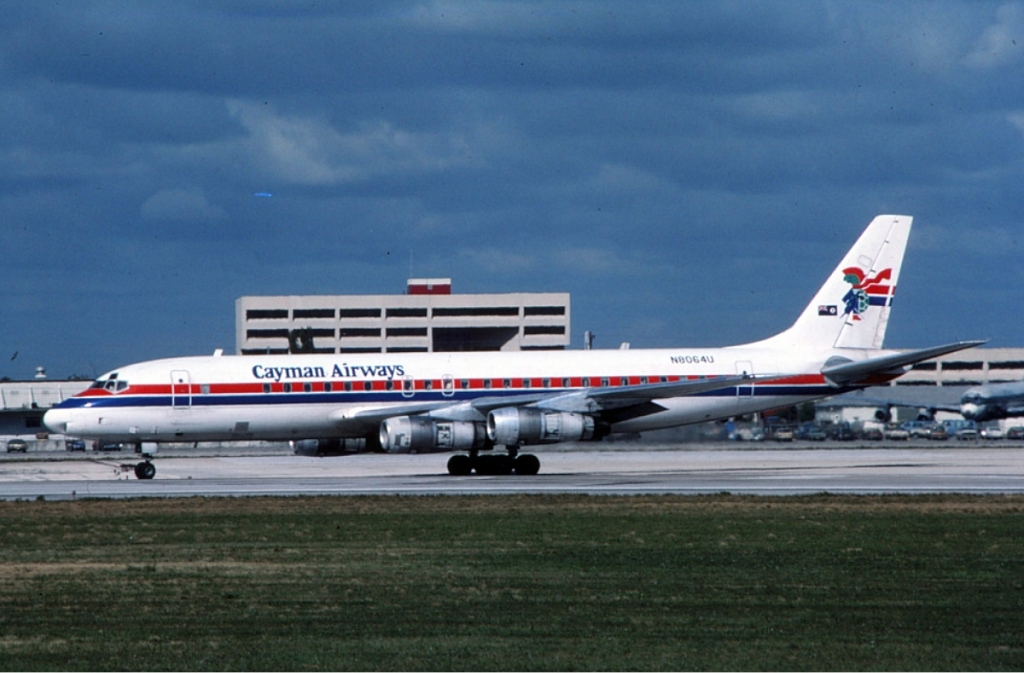
开曼航空道格拉斯DC-8-52，1985年